# Ian Wolfe
 (avril 2024).
Ian Wolfe est un acteur américain né le 4 novembre 1896 à Canton, dans l'Illinois, et mort le 23 janvier 1992 à Los Angeles, en Californie (États-Unis).

## Filmographie

### Années 1930
- 1934 : The Fountain : Van Arkel
- 1934 : Miss Barrett (The Barretts of Wimpole Street), de Sidney Franklin : Harry Bevan
- 1934 : Le Grand Barnum (The Mighty Barnum) de Walter Lang : Swedish consul
- 1935 : Clive of India : Kent
- 1935 : Le Corbeau (The Raven) de Lew Landers : Col. Bertram Grant (Credits) / Geoffrey 'Pinky'
- 1935 : Les Mains d'Orlac (Mad Love) de Karl Freund : Henry Orlac, Stephen's Stepfather
- 1935 : 1,000 Dollars a Minute : Davidson
- 1935 : Les Révoltés du Bounty (Mutiny on the Bounty) : Maggs
- 1936 : The Leavenworth Case de Lewis D. Collins : Hudson (Leavenworth butler)
- 1936 : La musique vient par ici (The Music Goes 'Round) de Victor Schertzinger : Docteur
- 1936 : The White Angel : Patient
- 1936 : Romeo and Juliet : Apothecary
- 1936 : Au seuil de la vie (The Devil Is a Sissy) de W. S. Van Dyke et Rowland Brown : Pawnbroker
- 1936 : The Bold Caballero : Le Prêtre
- 1937 : The Romance of Louisiana : Tallyrand
- 1937 : Le Chant du printemps (Maytime) : Court Official
- 1937 : Le Prince et le Pauvre (The Prince and the Pauper) : Proprietor of Thieves' Booth
- 1937 : The League of Frightened Men : Nicholas Cabot
- 1937 : The Devil Is Driving : Elias Sanders
- 1937 : Le Secret des chandeliers (The Emperor's Candlesticks) : Leon, a Conspirator
- 1937 : The Firefly : Izquierdo
- 1937 : Marie Walewska (Conquest) : Prince Metternich
- 1938 : Captain Kidd's Treasure : Skeptical member of modern-day expedition
- 1938 : Le Retour d'Arsène Lupin (Arsène Lupin Returns) : Le Marchand
- 1938 : Marie Antoinette de W. S. Van Dyke : Herbert, the Jailer
- 1938 : Vous ne l'emporterez pas avec vous (You Can't Take It with You) de Frank Capra : Kirby's Secretary
- 1938 : Blondie : Judge
- 1938 : Deux Camarades (Orphans of the Street) de John H. Auer : Eli Thadius Bunting
- 1939 : Lincoln in the White House : Cabinet Member
- 1939 : Mon mari conduit l'enquête (Fast and Loose) d'Edwin L. Marin : M. Wilkes
- 1939 : Avocat mondain (Society Lawyer), d'Edwin L. Marin : Frederick Schmidt
- 1939 : Un homme à la plage (Tell No Tales) : Fritz (Arno's assistant)
- 1939 : On Borrowed Time : Charles Wentworth
- 1939 : The Great Commandment : Tax collector
- 1939 : Blondie Brings Up Baby : Police Judge
- 1939 : Le Premier Rebelle (Allegheny Uprising) : Mr. Poole
- 1939 : Le Retour du docteur X (The Return of Doctor X) : Cemetery Caretaker

### Années 1940
- 1940 : Le Gangster de Chicago (The Earl of Chicago) de Richard Thorpe : Reading Clerk
- 1940 : Abraham Lincoln (Abe Lincoln in Illinois)
- 1940 : Earthbound : Amos Totten
- 1940 : We Who Are Young : Judge Performing Wedding
- 1940 : Correspondant 17 (Foreign Correspondent) : Stiles
- 1940 : Le Fils de Monte-Cristo (The Son of Monte Cristo) : Conrad Stadt
- 1941 : Les Trappeurs de l'Hudson (Hudson's Bay) d'Irving Pichel : Mayor
- 1941 : The Trial of Mary Dugan : Dr Wriston
- 1941 : La Femme de Singapour (Singapore Woman) de Jean Negulesco : Lawyer Sidney P. Melrose
- 1941 : Folie douce (Love Crazy) : Sanity Hearing Doctor
- 1941 : Adventure in Washington : Emerson
- 1941 : Shining Victory d'Irving Rapper : Mr. Carew, a Banker
- 1941 : Ici Londres (Paris Calling) : Thin Workman
- 1942 : Born to Sing : Critic
- 1942 : Shanghaï, nid d'espions[1] (Secret Agent of Japan) d'Irving Pichel : Capitaine Karl Larsen
- 1942 : Cinquième Colonne (Saboteur), d'Alfred Hitchcock : Robert the Butler
- 1942 : Madame Miniver (Mrs. Miniver) : Dentiste
- 1942 : L'Escadrille des aigles (Eagle Squadron) : Sir Charles Porter
- 1942 : Une femme cherche son destin (Now, Voyager) : Lloyd
- 1942 : Nightmare : Abbington's Butler
- 1942 : Keep 'Em Sailing de Basil Wrangell (de) : Gruning, Stregel's Henchman
- 1942 : Prisonniers du passé (Random Harvest) : Registrar of Births
- 1943 : La Nuit sans lune (The Moon Is Down) d'Irving Pichel : Joseph
- 1943 : Sherlock Holmes in Washington : Antique Store Clerk
- 1943 : Bombs Over Burma
- 1943 : Don't You Believe It : Aide
- 1943 : The Falcon in Danger : Thomas, the butler
- 1943 : Le Héros du Pacifique (The Man from Down Under) de Robert Z. Leonard
- 1943 : Holy Matrimony : Strawley
- 1943 : Corvette K-225 : Paymaster Commander
- 1943 : Obsessions (Flesh and Fantasy) : Librarian
- 1943 : The Falcon and the Co-eds : Eustace L. Harley, the Undertaker
- 1943 : Le Chant de Bernadette (The Song of Bernadette) : Minister of the Interior
- 1944 : Government Girl : Thomas - Hotel Clerk
- 1944 : L'Imposteur (The Impostor) : Sergeant Clerk
- 1944 : Her Primitive Man de Charles Lamont : Caleb
- 1944 : Seven Days Ashore : Process Server
- 1944 : The White Cliffs of Dover : Skipper of Honeymoon Boat
- 1944 : Étrange histoire (Once Upon a Time) d'Alexander Hall : Reporter
- 1944 : La Griffe sanglante : Drake
- 1944 : The Invisible Man's Revenge : Jim Feeney, lawyer
- 1944 : Are These Our Parents? : Pa Henderson
- 1944 : Wilson de Henry King : Reporter
- 1944 : La Perle des Borgia (The Pearl of Death) : Amos Hodder
- 1944 : Hommes du monde (In Society) : Butler
- 1944 : Reckless Age : Prof. Mellasagus
- 1944 : Le Joyeux Trio Monahan (The Merry Monahans) de Charles Lamont : Clerk
- 1944 : Babes on Swing Street : Anjsel
- 1944 : National Barn Dance : Minister
- 1944 : Mystery of the River Boat (en) de Lewis D. Collins et Ray Taylor : Herman Einreich [Chs. 1-3]
- 1944 : Meurtre dans la chambre bleue (Murder in the Blue Room) de Leslie Goodwins : Edwards, Butler
- 1945 : La Chanson du souvenir (A Song to Remember) : Pleyel's clerk
- 1945 : Zombies on Broadway : Prof. Hopkins
- 1945 : Counter-Attack : Ostrovski
- 1945 : The Brighton Strangler : Lord Mayor Herman Brandon R. Clive
- 1945 : Blonde Ransom : Oliver
- 1945 : Love Letters : Vicar
- 1945 : Strange Confession : Frederick, Brandon's Butler
- 1945 : Notre cher amour (This Love of Ours) : Dr Straus
- 1945 : Agent secret (Confidential Agent) : Dr Bellows
- 1946 : The Fighting Guardsman : Prefect Berton
- 1946 : Demain viendra toujours (Tomorrow Is Forever) : Norton
- 1946 : Three Strangers : Gillkie the Barrister
- 1946 : The Notorious Lone Wolf : Adam Wheelwright
- 1946 : Le Fils de Robin des Bois (The Bandit of Sherwood Forest) d'Henry Levin et George Sherman : Lord Mortimer
- 1946 : Bedlam : Sidney Long
- 1946 : Without Reservations : Charlie Gibbs (reporter)
- 1946 : La Clef (Dressed to Kill) : Commissioner of Scotland Yard
- 1946 : The Searching Wind : Sears, the Butler
- 1946 : Gentleman Joe Palooka : Editor Dwight
- 1946 : The Verdict de Don Siegel: Jury Foreman
- 1946 : The Falcon's Adventure (en) de William Berke : J.D. Denison
- 1946 : Californie terre promise (California) : President James K. Polk
- 1947 : That Way with Women (en) : L.B. Crandall
- 1947 : La Vallée de la peur (Pursued) : Coroner
- 1947 : Le Mystérieux visiteur (Unexpected Guest) : Lawyer Black (scenes deleted)
- 1947 : Dishonored Lady : Dr E.G. Lutz, Pathologist
- 1947 : The Marauders de George Archainbaud : Deacon Black
- 1947 : Desire Me : Dr Poulin
- 1947 : Les Corsaires de la terre (Wild Harvest) : Martin
- 1947 : Quand vient l'hiver (If Winter Comes) : Dr Clement Avington
- 1948 : Cupidon mène la danse (Three Daring Daughters) : Martin, Nelson's 2nd Butler
- 1948 : The Miracle of the Bells : Grave Digger
- 1948 : Un million clé en main (Mr. Blandings Builds His Dream House) : Smith, Realtor
- 1948 : La Rivière d'argent (Silver River) : Kansas process server
- 1948 : La Belle imprudente (Julia Misbehaves) : Hobson, the Butler
- 1948 : Les Amants de la nuit (They Live by Night) : Mr. Hawkins, Wedding Chapel Proprietor
- 1948 : Angel in Exile : Health Officer
- 1948 : Johnny Belinda : Rector
- 1949 : Homicide (en) : Fritz (police lab technician)
- 1949 : La Vengeance des Borgia (Bride of Vengeance) : Councillor
- 1949 : The Younger Brothers : Chairman of Parole Board
- 1949 : L'Homme au chewing-gum (Manhandled) : Charlie, a Fence
- 1949 : The Judge Steps Out : Hector Brown
- 1949 : La Fille du désert (Colorado Territory) : Homer Wallace
- 1949 : Joe Palooka in the Counterpunch : professeur Lilliquist
- 1949 : My Friend Irma : ministre

### Années 1950
- 1950 : The Magnificent Yankee : Adams
- 1950 : J'ai trois amours (Please Believe Me) : Edward Warrender
- 1950 : La porte s'ouvre (No Way Out) : Watkins
- 1950 : La Scandaleuse Ingénue (The Petty Girl) : président Webb
- 1950 : Terre damnée (Copper Canyon) : Mr. Henderson
- 1950 : Emergency Wedding (en) : Dr White
- 1951 : Le Grand Caruso (The Great Caruso) : Hutchins, London Production Manager
- 1951 : L'Épée de Monte Cristo (Mask of the Avenger) : Signor Donner
- 1951 : Une place au soleil (A Place in the Sun) de George Stevens : Dr Wyeland
- 1951 : Si l'on mariait papa (He Comes the Groom) de Frank Capra : oncle Adam
- 1952 : La Maison dans l'ombre (On Dangerous Ground) : shérif Carrey
- 1952 : The Captive City : Reverend Nash
- 1952 : Holiday for Sinners : The Monsignor
- 1952 : Les Misérables de Lewis Milestone : juge
- 1952 : Captain Pirate (en) de Ralph Murphy : Viceroy
- 1952 : Something for the Birds : Foster
- 1953 : Vicky (Scandal at scourie) : Councilman Hurdwell
- 1953 : La Reine vierge (Young Bess) : Stranger
- 1953 : Jules César (Julius Caesar) : Caius Ligarius
- 1953 : Houdini le grand magicien (Houdini) : Malue
- 1953 : The Actress : Mr. Bagley
- 1953 : L'Affaire de la 99ème rue (99 River Street) : Waldo Daggett
- 1954 : Romance sans lendemain (About Mrs. Leslie) : Mr. Pope
- 1954 : Les Sept femmes de Barbe-Rousse (Seven Brides for Seven Brothers) : Rev. Elcott
- 1954 : Les Fils de Mademoiselle (Her Twelve Men) : Roger Franc
- 1954 : Le Calice d'argent (The Silver Chalice) : Theron
- 1954 : The Steel Cage : Curly Henderson, Face in Painting, segment "The Face"
- 1955 : Les Contrebandiers de Moonfleet (Moonfleet) : Tewkesbury
- 1955 : The King's Thief : Fell
- 1955 : La Fureur de vivre (Rebel Without a Cause) de Nicholas Ray : Dr Minton (lecturer at planetarium)
- 1955 : Sincerely Yours : Mr. Rojeck
- 1955 : Condamné au silence (The Court-Martial of Billy Mitchell) : President Calvin Coolidge
- 1956 : Diane de Poitiers (Diane) : Lord Tremouille
- 1956 : Gaby de Curtis Bernhardt : le conservateur
- 1957 : Témoin à charge (Witness for the Prosecution) : Mr. Carter

### Années 1960
- 1960 : Pollyanna : Mr. Neely
- 1960 : Le Monde perdu (The Lost World) : Burton White
- 1961 : Il a suffi d'une nuit (All in a Night's Work) : O'Hara
- 1962 : Les Amours enchantées (The Wonderful World of the Brothers Grimm) de George Pal : Gruber
- 1963 : L'Étrange destin du juge Cordier (Diary of a Madman) : Pierre
- 1964 : One Man's Way : Bishop Hardwick
- 1967 : Le Diable à trois (Games) de Curtis Harrington : Dr Edwards
- 1968 : Star Trek (série télévisée) : épisode Sur les chemins de Rome : Septimus
- 1969 : Star Trek (série télévisée) : épisode Le Passé : Mr. Atoz

### Années 1970
- 1970 : Le Virginien (TV) saison 9 épisode 08 (Lady at the bar) :Grover Smith
- 1970 : The Andersonville Trial (en) (TV) : Court-martial board member
- 1970 : Wacky Zoo of Morgan City (TV) : Rev. Hodgkins
- 1971 : THX 1138 de George Lucas : PTO, Old Prisoner
- 1973 : La Secte (The Devil's Daughter) (TV) : Father MacHugh
- 1974 : L'Homme terminal (The Terminal Man) de Mike Hodges : Priest
- 1974 : La Tour des monstres (Homebodies) : Mr. Loomis
- 1975 : I Wonder Who's Killing Her Now?
- 1975 : La Bonne Fortune (The Fortune) : Justice of the Peace
- 1975 : Wonder Woman (The New Original Wonder Woman) (TV) : Bank Manager
- 1975 : Mr. Sycamore : Abner / Arnie
- 1976 : Dynasty (TV) : Dr Klauber
- 1978 : Mean Dog Blues de Mel Stuart : Judge
- 1978 : The Seniors (en) de Rodney Amateau : Mr. Bleiffer
- 1979 : Le Rabbin au Far West (The Frisco Kid) : Father Joseph

### Années 1980
- 1980 : Up the Academy : Commandant Causeway
- 1980 : Trouble in High Timber Country (TV)
- 1981 : Les Rouges (Reds) : Mr. Partlow
- 1982 : Mae West (TV) : Dorset
- 1982 : La Flambeuse de Las Vegas (Jinxed!) : Morley
- 1983 : Wizards and Warriors (série TV) : Wizard Traquil (unknown episodes)
- 1985 : Creator : Prof. Brauer
- 1985 : Histoires fantastiques (Le fantôme de Charlie) : Charlie

### Années 1990
- 1989 : Checking Out de  David Leland : Mr D'Amato
- 1990 : Dick Tracy de Warren Beatty : Forger